# Flute Springs
Flute Springs és una concentració de població designada pel cens dels Estats Units a l'estat d'Oklahoma. Segons el cens del 2000 tenia 182 habitants.

## Demografia
Segons el cens del 2000, Flute Springs tenia 182 habitants, 62 habitatges, i 49 famílies. La densitat de població era de 16,1 habitants per km².
Dels 62 habitatges en un 24,2% hi vivien nens de menys de 18 anys, en un 54,8% hi vivien parelles casades, en un 17,7% dones solteres, i en un 19,4% no eren unitats familiars. En el 17,7% dels habitatges hi vivien persones soles el 9,7% de les quals corresponia a persones de 65 anys o més que vivien soles. El nombre mitjà de persones vivint en cada habitatge era de 2,94 i el nombre mitjà de persones que vivien en cada família era de 3,2.
Per edats la població es repartia de la següent manera: un 21,4% tenia menys de 18 anys, un 12,6% entre 18 i 24, un 23,1% entre 25 i 44, un 30,2% de 45 a 60 i un 12,6% 65 anys o més.
L'edat mediana era de 40 anys. Per cada 100 dones de 18 o més anys hi havia 120 homes.
La renda mediana per habitatge era de 23.594 $ i la renda mediana per família de 23.929 $. Els homes tenien una renda mediana de 22.500 $ mentre que les dones 12.857 $. La renda per capita de la població era de 9.789 $. Entorn del 17,7% de les famílies i el 31% de la població estaven per davall del llindar de pobresa.

## Poblacions més properes
El següent diagrama mostra les poblacions més properes.